# Língua de sinais da Serra Leoa
A Língua de Sinais da Serra Leoa (em Portugal: Língua Gestual da Serra Leoa) é a língua de sinais (pt: língua gestual) usada pela comunidade surda da Serra Leoa.